# Oldham Werneth
Oldham Werneth – przystanek kolejowy w Oldham, w hrabstwie Wielki Manchester, w Anglii. Znajdują się tu 2 perony.